# Bahama's op de Olympische Zomerspelen 2008
De Bahama's nam deel aan de Olympische Zomerspelen 2008 in Peking, China. De Bahama's debuteerde op de Zomerspelen in 1952 en deed in 2008 voor de veertiende keer mee. Na twee edities met telkens één keer goud werd er dit keer geen gouden medaille behaald. Het totale aantal medailles bleef twee.

## Medailleoverzicht
| Sport    | Olympiër                                                  | Discipline             | Medaille |
| -------- | --------------------------------------------------------- | ---------------------- | -------- |
| Atletiek | Andretti Bain Chris Brown Michael Mathieu Andrae Williams | 4x400 m (m)            | Zilver   |
| Atletiek | Leevan Sands                                              | hink-stap-springen (m) | Brons    |

## Deelnemers

### Atletiek
| Olympiër                                                                            | Discipline             | Resultaat | Prestatie                                                                                       |
| ----------------------------------------------------------------------------------- | ---------------------- | --------- | ----------------------------------------------------------------------------------------------- |
| Derrick Atkins                                                                      | 100m (m)               | 12e       | serie 8: 1e in 10,28 kwartfinale 5: 3e in 10,14 halve finale 1: 6e in 10,13                     |
| Jamial Rolle                                                                        | 200m (m)               | 35e       | serie 7: 5e in 20,93                                                                            |
| Andretti Bain                                                                       | 400m (m)               | 19e       | serie 3: 3e in 45,96 halve finale 2: 7e in 45,52                                                |
| Chris Brown                                                                         | 400m (m)               | 35e       | serie 2: 1e in 44,79 halve finale 1: 2e in 44,59 finale: 4e in 44,84                            |
| Michael Mathieu                                                                     | 400m (m)               | 20e       | serie 6: 3e in 45,17 (PB) halve finale 3: 6e in 45,56                                           |
| Shamar Sands                                                                        | 110m horden (m)        | 19e       | serie 2: 3e in 13,45 kwartfinale 2: 7e in 13,55                                                 |
| Andretti Bain Chris Brown Michael Mathieu Ramon Miller Avard Moncur Andrae Williams | 4x400m (m)             | Zilver    | serie 2: 2e in 2.59,88 finale: 2e in 2.58,03 (SB)                                               |
| Leevan Sands                                                                        | hink-stap-springen (m) | Brons     | kwalificatie groep B: 2e met 17,25m finale: 3e met 17,59m (NR)                                  |
| Leevan Sands                                                                        | hoogspringen (m)       | 21e       | kwalificatie groep A: 13e met 2,20m                                                             |
|                                                                                     |                        |           |                                                                                                 |
| Tamicka Clarke                                                                      | 100m (v)               | 56e       | serie 6: 6e in 12,16                                                                            |
| Debbie Ferguson                                                                     | 100m (v)               | 9e        | serie 8: 2e in 11,17 kwartfinale 3: 1e in 11,21 halve finale 2: 4e in 11,22                     |
| Chandra Sturrup                                                                     | 100m (v)               | 9e        | serie 4: 1e in 11,30 kwartfinale 2: 3e in 11,16 halve finale 1: 5e in 11,22                     |
| Debbie Ferguson                                                                     | 200m (v)               | 7e        | serie 3: 2e in 23,22 kwartfinale 1: 3e in 22,77 halve finale 1: 4e in 22,51 finale: 7e in 22,61 |
| Sheniqua Ferguson                                                                   | 200m (v)               | 29e       | serie 5: 4e in 23,33 kwartfinale 3: 8e in 23,61                                                 |
| Christine Amertil                                                                   | 400m (v)               | 15e       | serie 1: 2e in 51,25 (SB) halve finale 2: 4e in 51,51                                           |
| Jackie Edwards                                                                      | verspringen (v)        | DNF       | kwalificatie groep B: geen geldige poging                                                       |
| Laverne Eve                                                                         | speerwerpen (v)        | 20e       | kwalificatie groep B: 9e met 57,36m                                                             |

### Boksen
| Olympiër        | Discipline | Resultaat | Prestatie                                                                                             |
| --------------- | ---------- | --------- | --- |
| Tureano Johnson | -69kg (m)  | 5e        | 1e ronde: W van GRN Moses: 18-3 2e ronde: W van UKR Stretskyy: 9-4 kwartfinale: V van CHN Islam: 4-14 |

### Tennis
| Olympiër                    | Discipline     | Resultaat | Prestatie                                     |
| --------------------------- | -------------- | --------- | --------------------------------------------- |
| Mark Knowles Devin Mullings | dubbelspel (m) | 17e       | 1e ronde: V van USA B Bryan/M Bryan: 2-6, 1-6 |

### Zwemmen
| Olympiër           | Discipline           | Resultaat | Prestatie                   |
| ------------------ | -------------------- | --------- | --------------------------- |
| Elvis Burrows      | 50m vrije slag (m)   | 52e       | serie 8: 7e in 23,19        |
| Jeremy Knowles     | 100m vlinderslag (m) | 49e       | serie 3: 3e in 53,72 (NR)   |
| Jeremy Knowles     | 200m vlinderslag (m) | 35e       | serie 3: 6e in 2.01,08      |
| Jeremy Knowles     | 200m wisselslag (m)  | 24e       | serie 3: 3e in 2.01,35 (NR) |
|                    |                      |           |                             |
| Arianna Vanderpool | 50m vrije slag (v)   | 24e       | serie 8: 2e in 25,40 (NR)   |
| Arianna Vanderpool | 100m vrije slag (v)  | 28e       | serie 3: 2e in 55,61        |
| Alana Dillette     | 100m rugslag (v)     | 32e       | serie 3: 4e in 1.02,56      |

Afghanistan · Albanië · Algerije · Amerikaanse Maagdeneilanden · Amerikaans-Samoa · Andorra · Angola · Antigua en Barbuda · Argentinië · Armenië · Aruba · Australië · Azerbeidzjan · Bahama's · Bahrein · Bangladesh · Barbados · België · Belize · Benin · Bermuda · Bhutan · Bolivia · Bosnië en Herzegovina · Botswana · Brazilië · Britse Maagdeneilanden · Bulgarije · Burkina Faso · Burundi · Cambodja · Canada · Centraal-Afrikaanse Republiek · Chili · China · Chinees Taipei · Colombia · Comoren · Congo-Brazzaville · Congo-Kinshasa · Cookeilanden · Costa Rica · Cuba · Cyprus · Denemarken · Djibouti · Dominica · Dominicaanse Republiek · Duitsland · Ecuador · Egypte · El Salvador · Equatoriaal-Guinea · Eritrea · Estland · Ethiopië · Fiji · Filipijnen · Finland · Frankrijk · Gabon · Gambia · Georgië · Ghana · Grenada · Griekenland · Groot-Brittannië · Guam · Guatemala · Guinee · Guinee‑Bissau · Guyana · Haïti · Honduras · Hongarije · Hongkong · Ierland · IJsland · India · Indonesië · Irak · Iran · Israël · Italië · Ivoorkust · Jamaica · Japan · Jemen · Jordanië · Kaaimaneilanden · Kaapverdië · Kameroen · Kazachstan · Kenia · Kirgizië · Kiribati · Koeweit · Kroatië · Laos · Lesotho · Letland · Libanon · Liberia · Libië · Liechtenstein · Litouwen · Luxemburg · Macedonië · Madagaskar · Malawi · Malediven · Maleisië · Mali · Malta · Marshalleilanden · Marokko · Mauritanië · Mauritius · Mexico · Micronesië · Moldavië · Monaco · Mongolië · Montenegro · Mozambique · Myanmar · Namibië · Nauru · Nederland · Nederlandse Antillen · Nepal · Nicaragua · Nieuw-Zeeland · Niger · Nigeria · Noord-Korea · Noorwegen · Oeganda · Oekraïne · Oezbekistan · Oman · Oostenrijk · Oost‑Timor · Pakistan · Palau · Palestina · Panama · Papoea-Nieuw-Guinea · Paraguay · Peru · Polen · Portugal · Puerto Rico · Qatar · Roemenië · Rusland · Rwanda · Saint Kitts en Nevis · Saint Lucia · Saint Vincent en Grenadines · Salomonseilanden · Samoa · San Marino · Sao Tomé en Principe · Saoedi-Arabië · Senegal · Servië · Seychellen · Sierra Leone · Singapore · Slovenië · Slowakije · Soedan · Somalië · Spanje · Sri Lanka · Suriname · Swaziland · Syrië · Tadzjikistan · Tanzania · Thailand · Togo · Tonga · Trinidad en Tobago · Tsjaad · Tsjechië · Tunesië · Turkije · Turkmenistan · Tuvalu · Uruguay · Vanuatu · Venezuela · Verenigde Arabische Emiraten · Verenigde Staten · Vietnam · Wit-Rusland · Zambia · Zimbabwe · Zuid-Afrika · Zuid-Korea · Zweden · Zwitserland
Uitgesloten van deelname: Brunei